# واریا ملکومیان
واریا ملکومیان (ارمنی: Վարյա Մելքումյան؛  ۳۰ آوریل ۱۹۰۰ – ۲۱ نوامبر ۱۹۷۰) یک بازیگر تئاتر اهل ارمنستان بود. وی بین سال‌های ۱۹۳۰ تا ۱۹۷۰ میلادی فعالیت می‌کرد.

## زندگی‌نامه
وی در ۳۰ آوریل ۱۹۰۰ در تفلیس به دنیا آمد و از استودیوی نمایشی ارمنی مسکو فارغ‌التحصیل شد. وی همچنین برندهٔ جوایزی همچون هنرمند شایسته ارمنستان شوروی شده‌است. وی در ۲۱ نوامبر ۱۹۷۰ در سن سالگی در ایروان درگذشت.